# Stephanopodium estrellense
Stephanopodium estrellense är en tvåhjärtbladig växtart som beskrevs av Henri Ernest Baillon. Stephanopodium estrellense ingår i släktet Stephanopodium och familjen Dichapetalaceae. Inga underarter finns listade i Catalogue of Life.